# Motomondiale 2015
L'edizione 2015 del motomondiale è stata la 67ª dalla sua istituzione nel 1949. Le classi ammesse al campionato sono la MotoGP, la Moto2 e la Moto3.
Al termine della stagione si sono laureati campioni il pilota britannico Danny Kent in Moto3 e il pilota francese Johann Zarco in Moto2 e, per entrambi, si è trattato del primo titolo in carriera. Nella MotoGP si è imposto lo spagnolo Jorge Lorenzo, al quinto titolo iridato, terzo in classe regina.

## Il contesto
Per quanto riguarda la MotoGP è restato, per l'ultimo anno, il regime di monogomma della Bridgestone che al termine della stagione passerà il testimone alla Michelin. Nelle altre due classi il fornitore delle coperture è restato Dunlop.

## Il calendario
Nessuna novità rispetto all'anno precedente, le prove sono state sempre 18, 11 disputate in Europa, 3 in America, 3 in Asia e 1 in Oceania. L'unica novità è il fatto che il Gran Premio motociclistico di Indianapolis uscirà dal calendario al termine della stagione, lasciando il posto, dopo 8 edizioni disputate, al rientrante Gran Premio motociclistico d'Austria.
| Data         | Gran Premio                                | Circuito                | Vincitore MotoGP | Vincitore Moto2 | Vincitore Moto3   | Resoconto |
| ------------ | ------------------------------------------ | ----------------------- | ---------------- | --------------- | ----------------- | --------- |
| 29 marzo     | GP del Qatar                               | Losail                  | Valentino Rossi  | Jonas Folger    | Alexis Masbou     | Resoconto |
| 12 aprile    | GP delle Americhe                          | Circuito delle Americhe | Marc Márquez     | Sam Lowes       | Danny Kent        | Resoconto |
| 19 aprile    | GP d'Argentina                             | Termas de Río Hondo     | Valentino Rossi  | Johann Zarco    | Danny Kent        | Resoconto |
| 3 maggio     | GP di Spagna                               | Jerez de la Frontera    | Jorge Lorenzo    | Jonas Folger    | Danny Kent        | Resoconto |
| 17 maggio    | GP di Francia                              | Le Mans                 | Jorge Lorenzo    | Thomas Lüthi    | Romano Fenati     | Resoconto |
| 31 maggio    | GP d'Italia                                | Mugello                 | Jorge Lorenzo    | Esteve Rabat    | Miguel Oliveira   | Resoconto |
| 14 giugno    | GP di Catalogna                            | Catalogna               | Jorge Lorenzo    | Johann Zarco    | Danny Kent        | Resoconto |
| 27 giugno    | GP d'Olanda                                | Assen                   | Valentino Rossi  | Johann Zarco    | Miguel Oliveira   | Resoconto |
| 12 luglio    | GP di Germania                             | Sachsenring             | Marc Márquez     | Xavier Siméon   | Danny Kent        | Resoconto |
| 9 agosto     | GP di Indianapolis                         | Indianapolis            | Marc Márquez     | Álex Rins       | Livio Loi         | Resoconto |
| 16 agosto    | GP della Repubblica Ceca                   | Brno                    | Jorge Lorenzo    | Johann Zarco    | Niccolò Antonelli | Resoconto |
| 30 agosto    | GP di Gran Bretagna                        | Silverstone             | Valentino Rossi  | Johann Zarco    | Danny Kent        | Resoconto |
| 13 settembre | GP di San Marino e della Riviera di Rimini | Misano Adriatico        | Marc Márquez     | Johann Zarco    | Enea Bastianini   | Resoconto |
| 27 settembre | GP d'Aragona                               | Motorland               | Jorge Lorenzo    | Esteve Rabat    | Miguel Oliveira   | Resoconto |
| 11 ottobre   | GP del Giappone                            | Motegi                  | Daniel Pedrosa   | Johann Zarco    | Niccolò Antonelli | Resoconto |
| 18 ottobre   | GP d'Australia                             | Phillip Island          | Marc Márquez     | Álex Rins       | Miguel Oliveira   | Resoconto |
| 25 ottobre   | GP della Malesia                           | Sepang                  | Daniel Pedrosa   | Johann Zarco    | Miguel Oliveira   | Resoconto |
| 8 novembre   | GP della Comunità Valenciana               | Valencia                | Jorge Lorenzo    | Esteve Rabat    | Miguel Oliveira   | Resoconto |

## Sistema di punteggio e legenda
| Pos.  | 1  | 2  | 3  | 4  | 5  | 6  | 7 | 8 | 9 | 10 | 11 | 12 | 13 | 14 | 15 | 16 > |
| ----- | -- | -- | -- | -- | -- | -- | - | - | - | -- | -- | -- | -- | -- | -- | ---- |
| Punti | 25 | 20 | 16 | 13 | 11 | 10 | 9 | 8 | 7 | 6  | 5  | 4  | 3  | 2  | 1  | 0    |

## Le classi

### MotoGP

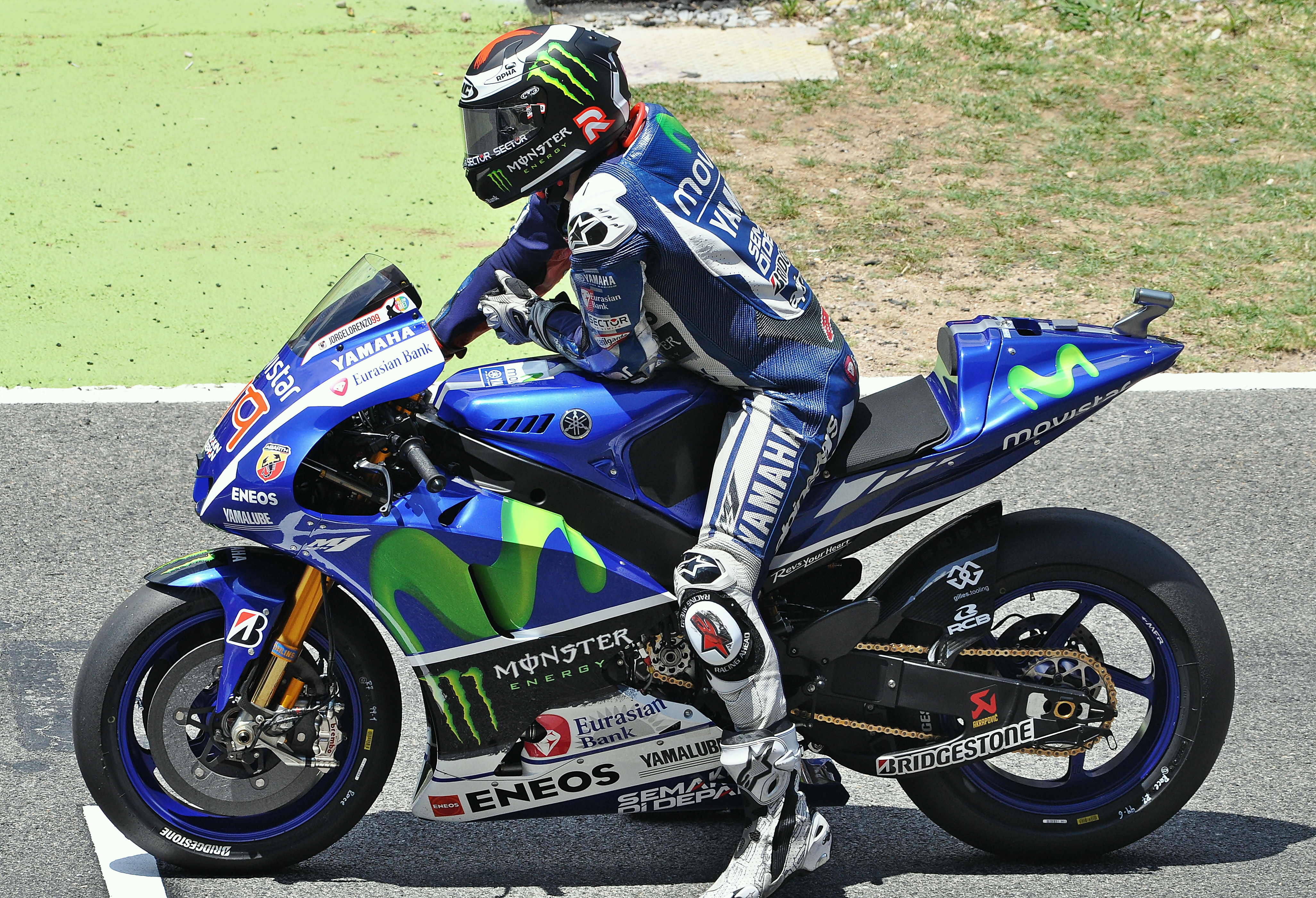
Il vincitore del titolo piloti Jorge Lorenzo.

Le due squadre ufficiali giapponesi Yamaha e Honda hanno mantenuto invariate le coppie di piloti rispetto all'anno precedente; in Ducati il riconfermato Andrea Dovizioso viene affiancato da Andrea Iannone che l'anno precedente gareggiava per il team satellite Pramac. Si riaffacciano al mondiale in forma ufficiale le squadre Suzuki, ritiratasi dalla categoria al termine del motomondiale 2011 e che schiera al via la coppia di piloti spagnoli Aleix Espargaró e Maverick Viñales (esordiente nella classe e che proviene dalla Moto2) e Aprilia che si appoggia per il ritorno al team Gresini e che presenta inizialmente una squadra composta dallo spagnolo Álvaro Bautista e dall'italiano Marco Melandri; quest'ultimo abbandonerà però la squadra dopo poche gare e verrà sostituito a partire dal GP di Indianapolis dal pilota tedesco Stefan Bradl che aveva iniziato la stagione con il Team Forward.
Tra i piloti che si sono affacciati per la prima volta in MotoGP vi sono l'australiano Jack Miller proveniente dalla Moto3 e il francese Loris Baz proveniente dal Campionato mondiale Superbike. Al termine della stagione il pilota statunitense Nicky Hayden comunica l'intenzione di abbandonare la categoria dopo 13 stagioni di presenze per passare al campionato mondiale Superbike.
Valentino Rossi, vincitore della prima prova in calendario, è rimasto poi in testa alla classifica sino ad un Gran Premio dal termine, quando il suo compagno di squadra nel team ufficiale Yamaha, Jorge Lorenzo, è riuscito a sopravanzarlo. Al terzo e quarto posto nella classifica finale sono giunti i due piloti ufficiali di Honda, Marc Márquez (iridato dell'anno precedente) e Daniel Pedrosa.
L'episodio che ha dato una svolta al campionato è avvenuto al GP della Malesia quando Rossi ha ricevuto una penalizzazione dopo una collisione con Marquez; obbligato a partire dall'ultima fila nel GP conclusivo della stagione, la rimonta fino alla quarta posizione della gara non è stata sufficiente per difendere il vantaggio che aveva su Lorenzo.
Il titolo costruttori è stato assegnato matematicamente con diverse gare di anticipo a Yamaha che ha preceduto Honda e Ducati. Per Yamaha si è trattato del ritorno al successo in questa classifica dopo quattro anni.
Durante l'anno le due coppie di piloti ufficiali Yamaha e Honda si sono aggiudicati tutti i Gran Premi in calendario: Lorenzo si è imposto in 7 occasioni, Marquez in 5, Rossi in 4 e Pedrosa nelle due restanti.

#### Classifica piloti (prime 5 posizioni)
| Pos. | Pilota          | Moto   |   |     |     |     |    |     |     |   |   |   |   |     |     |     |     |   |     |     | P.ti |
| ---- | --------------- | ------ | - | --- | --- | --- | -- | --- | --- | - | - | - | - | --- | --- | --- | --- | - | --- | --- | ---- |
| 1    | Jorge Lorenzo   | Yamaha | 4 | 4   | 5   | 1   | 1  | 1   | 1   | 3 | 4 | 2 | 1 | 4   | Rit | 1   | 3   | 2 | 2   | 1   | 330  |
| 2    | Valentino Rossi | Yamaha | 1 | 3   | 1   | 3   | 2  | 3   | 2   | 1 | 3 | 3 | 3 | 1   | 5   | 3   | 2   | 4 | 3   | 4   | 325  |
| 3    | Marc Márquez    | Honda  | 5 | 1   | Rit | 2   | 4  | Rit | Rit | 2 | 1 | 1 | 2 | Rit | 1   | Rit | 4   | 1 | Rit | 2   | 242  |
| 4    | Daniel Pedrosa  | Honda  | 6 | Inf | Inf | Inf | 16 | 4   | 3   | 8 | 2 | 4 | 5 | 5   | 9   | 2   | 1   | 5 | 1   | 3   | 206  |
| 5    | Andrea Iannone  | Ducati | 3 | 5   | 4   | 6   | 5  | 2   | 4   | 4 | 5 | 5 | 4 | 8   | 7   | 4   | Rit | 3 | Rit | Rit | 188  |
| Pos. | Pilota          | Moto   |   |     |     |     |    |     |     |   |   |   |   |     |     |     |     |   |     |     | P.ti |

| Legenda                                                                        | 1º posto        | 2º posto        | 3º posto | A punti      | Senza punti        | Grassetto=Pole position Corsivo=Giro più veloce |
| Legenda                                                                        | Gara non valida | Non qualificato | Ritirato | Squalificato | "-" Dato non disp. | Grassetto=Pole position Corsivo=Giro più veloce |
| Fonte dei dati: motogp.com, racingmemo.free.fr, autosport.com, jumpingjack.nl. |                 |                 |          |              |                    |                                                 |

#### Classifica costruttori (prime 3 posizioni)
| Pos. | Costruttore | Motocicletta |   |   |   |   |   |   |   |   |   |   |   |   |   |   |   |   |   |   | P.ti |
| ---- | ----------- | ------------ | - | - | - | - | - | - | - | - | - | - | - | - | - | - | - | - | - | - | ---- |
| 1    | Yamaha      | YZR-M1       | 1 | 3 | 1 | 1 | 1 | 1 | 1 | 1 | 3 | 2 | 1 | 1 | 2 | 1 | 2 | 2 | 2 | 1 | 407  |
| 2    | Honda       | RC213V       | 5 | 1 | 3 | 2 | 4 | 4 | 3 | 2 | 1 | 1 | 2 | 5 | 1 | 2 | 1 | 1 | 1 | 2 | 355  |
| 3    | Ducati      | Desmosedici  | 2 | 2 | 2 | 6 | 3 | 2 | 4 | 4 | 5 | 5 | 4 | 2 | 6 | 4 | 5 | 3 | 6 | 7 | 256  |

#### Classifica squadre (prime 3 posizioni)
| Pos. | Squadra                | Piloti           |   |    |     |     |    |     |     |    |     |   |   |     |     |     |     |    |     |     | P.ti |
| ---- | ---------------------- | ---------------- | - | -- | --- | --- | -- | --- | --- | -- | --- | - | - | --- | --- | --- | --- | -- | --- | --- | ---- |
| 1    | Movistar Yamaha MotoGP | Valentino Rossi  | 1 | 3  | 1   | 3   | 2  | 3   | 2   | 1  | 3   | 3 | 3 | 1   | 5   | 3   | 2   | 4  | 3   | 4   | 655  |
| 1    | Movistar Yamaha MotoGP | Jorge Lorenzo    | 4 | 4  | 5   | 1   | 1  | 1   | 1   | 3  | 4   | 2 | 1 | 4   | Rit | 1   | 3   | 2  | 2   | 1   | 655  |
| 2    | Repsol Honda           | Marc Márquez     | 5 | 1  | Rit | 2   | 4  | Rit | Rit | 2  | 1   | 1 | 2 | Rit | 1   | Rit | 4   | 1  | Rit | 2   | 453  |
| 2    | Repsol Honda           | Daniel Pedrosa   | 6 |    |     |     | 16 | 4   | 3   | 8  | 2   | 4 | 5 | 5   | 9   | 2   | 1   | 5  | 1   | 3   | 453  |
| 2    | Repsol Honda           | Hiroshi Aoyama   |   | 11 | Rit | Rit |    |     |     |    |     |   |   |     |     |     |     |    |     |     | 453  |
| 3    | Ducati Team            | Andrea Dovizioso | 2 | 2  | 2   | 9   | 3  | Rit | Rit | 12 | Rit | 9 | 6 | 3   | 8   | 5   | 5   | 13 | Rit | 7   | 350  |
| 3    | Ducati Team            | Andrea Iannone   | 3 | 5  | 4   | 6   | 5  | 2   | 4   | 4  | 5   | 5 | 4 | 8   | 7   | 4   | Rit | 3  | Rit | Rit | 350  |
| Pos. | Squadra                | Piloti           |   |    |     |     |    |     |     |    |     |   |   |     |     |     |     |    |     |     | P.ti |

| Legenda                                                                        | 1º posto        | 2º posto        | 3º posto | A punti      | Senza punti        | Grassetto=Pole position Corsivo=Giro più veloce |
| Legenda                                                                        | Gara non valida | Non qualificato | Ritirato | Squalificato | "-" Dato non disp. | Grassetto=Pole position Corsivo=Giro più veloce |
| Fonte dei dati: motogp.com, racingmemo.free.fr, autosport.com, jumpingjack.nl. |                 |                 |          |              |                    |                                                 |

### Moto2

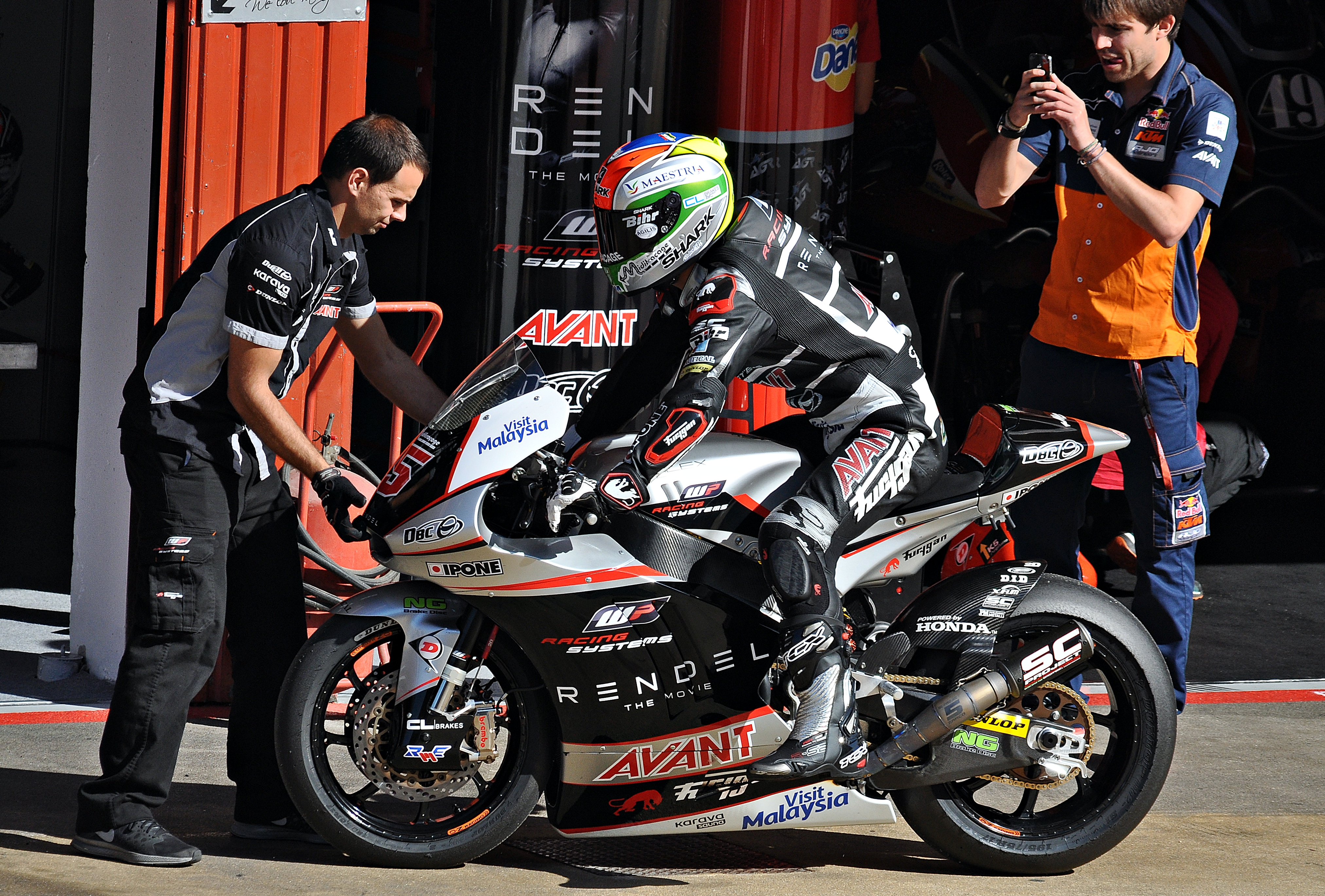
Il vincitore del titolo Johann Zarco.

Nella classe intermedia il campione mondiale dell'anno precedente, lo spagnolo Esteve Rabat, tentava di difendere il suo titolo ma in classifica generale è stato superato da Johann Zarco e dal suo connazionale spagnolo Álex Rins con quest'ultimo alla prima stagione in Moto2.
Per quanto riguarda i costruttori, dominio incontrastato da parte della Kalex i cui piloti si sono imposti in 17 delle 18 prove in calendario, lasciando un solo successo alla Speed Up che si è imposta con Sam Lowes nel GP delle Americhe.
I piloti che hanno raccolto il maggior numero di successi sono il vincitore del titolo Zarco che si è imposto in 8 occasioni, seguito da Rabat con 3 successi e da Rins e Jonas Folger con due successi. Si sono imposti una volta Lowes, Thomas Lüthi e Xavier Siméon.

#### Classifica piloti (prime 5 posizioni)
| Pos. | Pilota       | Moto     |     |    |    |    |    |     |   |   |     |     |   |   |     |   |     |     |     |   | P.ti |
| ---- | ------------ | -------- | --- | -- | -- | -- | -- | --- | - | - | --- | --- | - | - | --- | - | --- | --- | --- | - | ---- |
| 1    | Johann Zarco | Kalex    | 8   | 2  | 1  | 2  | 3  | 2   | 1 | 1 | 2   | 2   | 1 | 1 | 1   | 6 | 1   | 7   | 1   | 7 | 352  |
| 2    | Álex Rins    | Kalex    | 4   | 3  | 2  | 18 | 17 | 11  | 2 | 4 | 3   | 1   | 3 | 2 | SQ  | 2 | 11  | 1   | Rit | 2 | 234  |
| 3    | Esteve Rabat | Kalex    | Rit | 4  | 12 | 3  | 2  | 1   | 3 | 2 | Rit | 5   | 2 | 3 | 2   | 1 | NP  | Inf | Inf | 1 | 231  |
| 4    | Sam Lowes    | Speed Up | Rit | 1  | 3  | 20 | 4  | 4   | 4 | 3 | 5   | Rit | 5 | 6 | Rit | 3 | 8   | 2   | 13  | 5 | 186  |
| 5    | Thomas Lüthi | Kalex    | 3   | 12 | 6  | 4  | 1  | Rit | 6 | 5 | 6   | 6   | 7 | 9 | 10  | 5 | Rit | 15  | 2   | 3 | 179  |
| Pos. | Pilota       | Moto     |     |    |    |    |    |     |   |   |     |     |   |   |     |   |     |     |     |   | P.ti |

| Legenda                                                                        | 1º posto        | 2º posto        | 3º posto | A punti      | Senza punti        | Grassetto=Pole position Corsivo=Giro più veloce |
| Legenda                                                                        | Gara non valida | Non qualificato | Ritirato | Squalificato | "-" Dato non disp. | Grassetto=Pole position Corsivo=Giro più veloce |
| Fonte dei dati: motogp.com, racingmemo.free.fr, autosport.com, jumpingjack.nl. |                 |                 |          |              |                    |                                                 |

#### Classifica costruttori (prime 3 posizioni)
| Pos. | Costruttore | Motocicletta |    |    |    |    |    |    |    |    |    |    |    |    |    |    |   |    |    |    | P.ti |
| ---- | ----------- | ------------ | -- | -- | -- | -- | -- | -- | -- | -- | -- | -- | -- | -- | -- | -- | - | -- | -- | -- | ---- |
| 1    | Kalex       | Moto2        | 1  | 2  | 1  | 1  | 1  | 1  | 1  | 1  | 1  | 1  | 1  | 1  | 1  | 1  | 1 | 1  | 1  | 1  | 445  |
| 2    | Speed Up    | SF15         | 13 | 1  | 3  | 11 | 4  | 4  | 4  | 3  | 5  | 13 | 5  | 6  | 5  | 3  | 8 | 2  | 12 | 5  | 209  |
| 3    | Tech 3      | Mistral 610  | 9  | 13 | 16 | 10 | 13 | 16 | 16 | 18 | 19 | 14 | 19 | 11 | 17 | 15 | 9 | 12 | 18 | 15 | 39   |

### Moto3

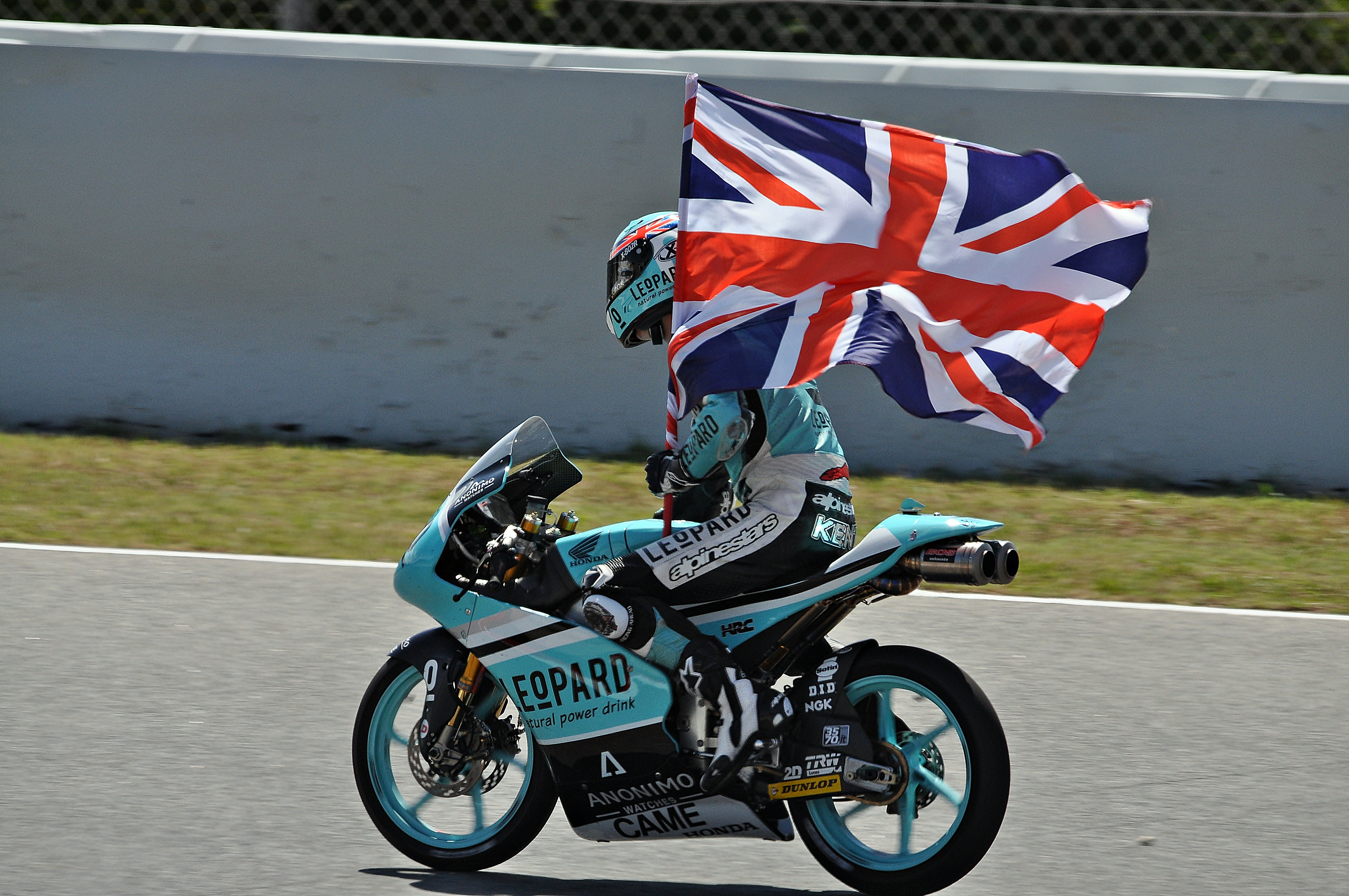
Il vincitore del titolo piloti Danny Kent.

Con un inizio di stagione coronato da tre successi nelle prime quattro gare, il pilota britannico Danny Kent ha messo un'ipoteca sulla conquista del titolo iridato, consolidata da altri tre successi successivi; ciò ha reso impossibile la rimonta nella parte conclusiva del campionato da parte del pilota portoghese Miguel Oliveira (anch'egli autore di 6 vittorie di cui 3 nelle ultime tre gare) giunto alle sue spalle precedendo l'italiano Enea Bastianini giunto al terzo posto, ottenendo il suo primo successo in una gara del motomondiale in occasione del Gran Premio motociclistico di San Marino e della Riviera di Rimini.
La lotta per il titolo costruttori, ristretto a Honda e KTM ha visto prevalere la prima i cui piloti hanno ottenuto 11 successi contro i 7 della rivale.
Oltre ai primi tre piloti della classifica finale, nei singoli gran premi hanno ottenuto vittorie anche Niccolò Antonelli in 2 occasioni, Romano Fenati, Alexis Masbou e Livio Loi in un'occasione a testa.

#### Classifica piloti (prime 5 posizioni)
| Pos. | Pilota            | Moto  |     |     |     |     |   |   |   |   |    |    |   |     |   |     |    |     |   |     | P.ti |
| ---- | ----------------- | ----- | --- | --- | --- | --- | - | - | - | - | -- | -- | - | --- | - | --- | -- | --- | - | --- | ---- |
| 1    | Danny Kent        | Honda | 3   | 1   | 1   | 1   | 4 | 2 | 1 | 3 | 1  | 21 | 7 | 1   | 6 | Rit | 6  | Rit | 7 | 9   | 260  |
| 2    | Miguel Oliveira   | KTM   | 16  | Rit | 4   | 2   | 8 | 1 | 5 | 1 | NP | 15 | 8 | 13  | 2 | 1   | 2  | 1   | 1 | 1   | 254  |
| 3    | Enea Bastianini   | Honda | 2   | 4   | 9   | 9   | 2 | 5 | 2 | 6 | 3  | 6  | 2 | Rit | 1 | Rit | 7  | Rit | 8 | 5   | 207  |
| 4    | Romano Fenati     | KTM   | Rit | 8   | 8   | 6   | 1 | 3 | 8 | 5 | 4  | 4  | 6 | 12  | 4 | 3   | 28 | 6   | 5 | Rit | 176  |
| 5    | Niccolò Antonelli | Honda | 8   | 23  | Rit | Rit | 5 | 6 | 4 | 9 | 5  | 7  | 1 | 3   | 3 | 6   | 1  | 17  | 4 | Rit | 174  |
| Pos. | Pilota            | Moto  |     |     |     |     |   |   |   |   |    |    |   |     |   |     |    |     |   |     | P.ti |

| Legenda                                                                        | 1º posto        | 2º posto        | 3º posto | A punti      | Senza punti        | Grassetto=Pole position Corsivo=Giro più veloce |
| Legenda                                                                        | Gara non valida | Non qualificato | Ritirato | Squalificato | "-" Dato non disp. | Grassetto=Pole position Corsivo=Giro più veloce |
| Fonte dei dati: motogp.com, racingmemo.free.fr, autosport.com, jumpingjack.nl. |                 |                 |          |              |                    |                                                 |

#### Classifica costruttori (prime 3 posizioni)
| Pos. | Costruttore | Motocicletta |    |    |    |   |   |   |    |    |    |    |    |   |   |   |    |    |    |    | P.ti |
| ---- | ----------- | ------------ | -- | -- | -- | - | - | - | -- | -- | -- | -- | -- | - | - | - | -- | -- | -- | -- | ---- |
| 1    | Honda       | NSF250R      | 1  | 1  | 1  | 1 | 2 | 2 | 1  | 2  | 1  | 1  | 1  | 1 | 1 | 2 | 1  | 2  | 3  | 2  | 411  |
| 2    | KTM         | RC 250 GP    | 10 | 5  | 4  | 2 | 1 | 1 | 5  | 1  | 4  | 3  | 3  | 2 | 2 | 1 | 2  | 1  | 1  | 1  | 341  |
| 3    | Mahindra    | MGP3O        | 9  | 15 | 11 | 7 | 3 | 4 | 11 | 11 | 12 | 10 | 11 | 7 | 8 | 7 | 11 | 10 | 12 | 13 | 117  |